# Томсон, Толлен
Толлен Томсон (англ. Tollen Thompson; род. 24 июня 1973) — американский борец, панамериканский чемпион, призёр чемпионата мира.

## Биография
Родился в 1973 году в Сидар-Фолс (штат Айова). В 1993 году завоевал серебряную медаль панамериканского чемпионата по греко-римской борьбе.
Впоследствии переключился на вольную борьбу. В 1998 и 2002 годах становился панамериканским чемпионом, а в 2005 году завоевал бронзовую медаль чемпионата мира.